# Ceratobaeus pedestris
Ceratobaeus pedestris är en stekelart som beskrevs av Jean-Jacques Kieffer 1908. Ceratobaeus pedestris ingår i släktet Ceratobaeus och familjen Scelionidae. Inga underarter finns listade i Catalogue of Life.